# Kyllinga odorata
Kyllinga odorata är en halvgräsart som beskrevs av Vahl. Kyllinga odorata ingår i släktet Kyllinga och familjen halvgräs.

## Underarter
Arten delas in i följande underarter:
- K. o. appendiculata
- K. o. cylindrica
- K. o. odorata